# باول فورت
باول فورت (بالفرنسية: Paul Fort)‏ هو كاتب وكاتب مسرحي وشاعر فرنسي، ولد في 1 فبراير 1872 في رانس في فرنسا، وتوفي في 20 أبريل 1960 في Montlhéry ‏ في فرنسا.

## وصلات خارجية
- باول فورت على موقع الموسوعة البريطانية (الإنجليزية)
- باول فورت على موقع ميوزك برينز (الإنجليزية)
- باول فورت على موقع ديسكوغز (الإنجليزية)